# Dungeon Keeper
Dungeon Keeper es un videojuego de estrategia y rol para PC publicado por Bullfrog Productions en 1997.
El juego le da al jugador el papel de guardián de la mazmorra (de ahí el nombre del juego) y tiene que construir una fortaleza para atraer monstruos (llamados criaturas) que luchen y defiendan la mazmorra de los ataques de los héroes y así conquistar una tierra.

## Mecánica
El jugador utiliza el ratón, representado en el juego como una mano, para construir, vender o activar habitaciones y trampas , lanzar hechizos, coger y soltar criaturas, e incluso azotar las que desobedezcan al jugador.
El teclado, principalmente sirve para desplazarse por el escenario y acercar, alejar o rotar la pantalla.

## Temática
Eres un guardián de un mundo en lo profundo de la tierra, y tienes que defenderla de los héroes que vienen de la superficie, para así poder conquistar el mundo de los humanos (o más bien destruirlo por completo). También tienes que conquistar a otros guardianes y así tener total control del mundo. Esto rompe el esquema de la mayoría de los juegos, basándose en ser "el malo".

### Habitaciones
El Corazón de la mazmorra representa el corazón del guardián, el jugador pierde si éste es destruido.
Al principio del nivel, el jugador empieza con varios duendes y un puñado de oro, a partir de esto debe planificar la mazmorra, ubicar las salas y reclamar un portal para así dar comienzo al juego.
A medida que se avanza por los niveles (tierras), el jugador desbloquea más habitaciones, trampas o conjuros. Las habitaciones son las siguientes:
- Portal: Permite que las criaturas puedan llegar a la mazmorra. No se puede construir.
- Sala del tesoro: Los duendes llevan allí el oro extraído de las vetas de oro y de gemas. Es importante contar cuanto antes de una cámara del tesoro, ya que, sin ella, no serás capaz de aumentar la cantidad de oro.
- Guarida: Es el lugar donde las criaturas descansan para recuperarse y duermen. Es conveniente contar con una o varias de éstas de gran tamaño, y evitar que criaturas que se lleven mal permanezcan en dicha sala juntas.
- Criadero: Es una especie de corral donde las criaturas se pueden alimentar de pollos.
- Sala de entrenamiento: Entrena a las criaturas para que éstas suban de nivel y aprendan nuevas técnicas. Entrenar criaturas cuesta dinero, y es uno de los principales gastos en el juego.
- Biblioteca: Para desarrollar nuevas técnicas mágicas y poder construir nuevas salas. Son usadas más frecuentemente por Warlocks. Para aumentar su eficacia, debe construirse en el lugar más silencioso de la mazmorra.
- Puente: Permite atravesar ríos de lava o de agua. Funcionan como una sala más.
- Puesto de guardia: Obliga a las criaturas colocadas sobre él a vigilar desde dicha sala posibles incursiones enemigas.
- Taller: Permite fabricar trampas y puertas. Las trampas ocupan espacio hasta que son colocadas por los duendes. Se van construyendo las puertas y trampas de peor a mejor, y, una vez se han construido todos los tipos, se repite la serie de nuevo.
- Prisión: Las criaturas enemigas capturadas se encierran en la prisión para posteriormente llevarlas a la cámara de torturas, o esperar a que se mueran y transformarse en esqueletos al servicio del jugador. Para poder hacerlo deberás activar antes la casilla de encarcelar criaturas enemigas.
- Cámara de torturas: En esta cámara, se puede torturar a criaturas enemigas para convertirlas al bando del jugador, obtener información del enemigo, o dejarlos morir para que se conviertan en fantasmas. También se puede usar con criaturas propias que sean desobedientes. Cuando está libre, es usado por las Damas Oscuras, un tipo de criatura masoquista.
- Barracas: Sirve para reunir grupos de criaturas, aunque es más frecuentemente usado para atraer a Orcos.
- Templo: En esta sala, se pueden sacrificar criaturas para recibir favores de los dioses del mal, y las criaturas enojadas irán a calmarse a esta sala. Algunos sacrificios darán mejores criaturas, mientras que otros pueden enojar a los dioses. Tirar un pollo enfurecerá a los dioses, se jactarán de ti si tiras dinero. Un troll, una dama y un demonio de hiel son recompensados con un Segador Astado. La sala favorita de los fantasmas.
- Cementerio: Los cadáveres de las criaturas son llevadas allí para convertirse en Vampiros, al descomponerse estos. Los Perros aceleran el proceso de descomposición.
- Sala del predador: Las criaturas, especialmente los vampiros, que trabajan en esa sala, intentan atraer criaturas de su mismo tipo de guardianes enemigos o neutrales.

## Criaturas
Hay varias criaturas:
- Duende: Criatura sin salario que se crea con un conjuro que consume maná. Su función principal es la de mantenimiento de la mazmorra. Nunca se amotina, siempre fiel al jugador. Sólo ataca a duendes enemigos o a las criaturas que ataquen tu corazón de la mazmorra. Los duendes pueden entrenarse para ganar habilidades como el conjuro de rapidez o el de teletransporte.
- Escarabajo: Es de las primeras criaturas en poblar la mazmorra, es débil y suele estar comiendo o durmiendo.
- Mosca: Es la criatura más débil del juego. Generalmente se encuentra explorando o buscando al enemigo para pelear. No debe juntarse con las arañas.
- Araña: Tiene las habilidades básicas de lucha. Muy eficaz contra moscas. No debes juntarla con estas.
- Retoño demoníaco: Es la criatura básica de la mazmorra, suele estar entrenando en las salas de entrenamiento. Es inmune a la lava. Si logras subirlo a nivel 10, y lo sigues entrenando, acaba convirtiéndose en un dragón. Una sala del tesoro ayuda a que esta criatura se una a ti. No debes juntarlos con perros.
- Warlock: Magos humanos con intenciones malvadas. Son los principales investigadores de la biblioteca, y se convierten en criaturas poderosas si son entrenadas. Al investigar, necesitan silencio: son capaces de atacar a criaturas del mismo bando si son ruidosas. No debes juntarlos con vampiros.
- Troll: Es una criatura mediocre en combate, pero su función principal es trabajar en el taller. Sólo lucha si el corazón de la mazmorra es atacado (a veces ni eso). Muy valorados por los dioses.
- Esqueleto: Resultado de la muerte en prisión de una criatura enemiga. Los esqueletos son poderosos aliados de ataque, y baratos. No debe juntarse con demonios de hiel.
- Orco: Una criatura diseñada para pelear. Se dedica a la vigilancia de la mazmorra.
- Demonio de hiel: Es una criatura muy gorda, pero de la más resistentes del juego. Suele trabajar en el taller o en la sala de entrenamiento. Es inmune al gas venenoso. No debe juntarse con los esqueletos.
- Dama (oscura): Es una criatura resistente. Normalmente llegan cuando hay una sala de torturas, para autotorturarse o torturar a los enemigos que hay en ellas. No debe juntarse con los samurái.
- Dragón: Lento pero fuerte, y con un gran número de técnicas. Suele estar entrenando o investigando. Es inmune a la lava. Tienden a aparecer cuando el jugador tiene mucho oro.
- Fantasma: Al morir una criatura en la cámara de torturas, resucita como fantasma. Si el fantasma es torturado y vuelve a morir, vuelve a resucitar como fantasma, aunque más fuerte. Los fantasmas no son criaturas muy fuertes, pero muy baratas de mantener.
- Perro: Es un perro muy rápido, fuerte, y difícil de controlar. Es desobediente al principio. Inmune a la lava. No debes juntarlos con retoños demoníacos.
- Tentáculo: Criatura que vive en zonas acuosas de la mazmorra, sus habilidades de combates son bastante mediocres, pero pueden obtener la habilidad de congelar otras criaturas.
- Vampiro: Es la segunda criatura más poderosa del juego. Al llegar al nivel 10 es la que más vitalidad tiene. Es el resultado de la descomposición de criaturas muertas en un cementerio. No debes juntarlos con Warlocks.
- Segador Astado: La criatura más poderosa del juego. Su salario es el más alto. Si se enfada, puede empezar a atacar criaturas aliadas. Un Segador Astado furioso encerrado en una mazmorra es altamente peligroso. Es importante subirlo a nivel alto, puede que hasta el 7, luego crear un templo y ponerlo ahí, de lo contrario el segador astado se amotina y peleara con la primera criatura que se le meta en el camino, e intentar no ponerlo a luchar contra héroes débiles, tales como enanos nivel 1 o arqueros, eso lo pone de muy mal humor. Hay que evitar que se ponga serio en la sala de entrenamiento antes de llegar al nivel 7, si lo hace hay que tirarle oro, eso también lo pone feliz.

Las criaturas necesitan salarios e instalaciones mínimas. Si no las reciben, se amotinan o se van. Muchas se llevan mal entre sí, como la araña con la mosca, y no pueden estar juntas en su lugar de descanso. Las criaturas tienen un nivel de felicidad que aumenta o disminuye según el estado de la mazmorra.

## Héroes
Los héroes son los enemigos naturales de los guardianes, su objetivo es destruir el corazón de la mazmorra de los guardianes enemigos y recuperar los reinos ocupados por el mal. Puedes conseguir unirlos a tus tropas a base de torturas, aunque algunos son tozudos al respecto. Incluso los caballeros y el Avatar pueden unirse a tus tropas.
- Hada: Extremadamente débil pero con muchas técnicas mágicas.
- Enano de Montaña: Rápido, tiene algunos ataques físicos, ideal para acompañar.
- Perforador (Enano Excavador): Lento, y débil, normalmente permite que los héroes puedan llegar a tu mazmorra creando túneles hasta ella.
- Gigante: Es la criatura más lenta del juego pero es la más fuerte (Después del Segador y el Avatar).
- Caballero: Es fuerte y resistente, y es el enemigo principal de la mayoría de los niveles. Solamente aparece en la última camada de héroes del escenario, al ser el Señor de las Tierras.
- Sacerdotisa o Hechicera: Similar al hada, débil en ataques físicos.
- Samurai: Una criatura fuerte y rápida en el combate. Es el enemigo natural de las damas oscuras y siempre las busca por el escenario.
- Ladrón: Se convierte en caballero al pasar del nivel 10. Es un poderoso héroe.
- Arquero: Es una criatura mediocre a la hora de luchar. Utiliza principalmente ataques a distancia. Es difícil de vencer debido a su facilidad para huir.
- Mago: Es la criatura más fuerte en ataques mágicos. Enemigo del Warlock (hechicero) y resistente contra criaturas más fuertes que él. Capaz de congelar oponentes.
- Bárbaro: Buen guerrero con algunos poderes mágicos.
- El Avatar: La criatura más fuerte del juego. Sólo aparece en el último nivel. Su ataque y su defensa supera en 3 veces la de la criatura más fuerte. Con capacidades curativas y congeladoras. Capaz de resucitar y de parar las trampas de rocas sin recibir daño alguno.

## Hechizos
El guardián de la mazmorra puede lanzar diversos hechizos, generalmente beneficiosos para el jugador. En su mayoría cuestan dinero, salvo algunas excepciones. Pueden investigarse nuevos conjuros en la biblioteca.
- Posesión: Posee a una criatura para poder controlarla. El modo pasa a primera persona, permitiendo moverse como en un shooter, atacar etc. Útil para llevar a una criatura concreta a un sitio determinado, si no está dentro de tu mazmorra (como un Segador Astado al corazón enemigo).
- Crear duende: Permite crear un duende gastando dinero. Cada nuevo duende cuesta más que el anterior, dependiendo del número de duendes de la mazmorra. Sólo disponible en terreno propio.
- Ojo del mal: Permite ver lo que hay en un sitio inexplorado de la mazmorra, durante un tiempo determinado.
- Velocidad: Aumenta la velocidad de la criatura sobre la que lanzas el hechizo.
- Obediencia: Obliga a las criaturas del jugador a obedecer. Gasta dinero conforme pasa el tiempo.
- Llamar criaturas: Todas tus criaturas son situadas en tu corazón de la mazmorra.
- Llamada a las armas: Reúne a todas las criaturas cercanas en el punto designado. Gratis en terreno propio, pero gasta dinero en terreno ajeno.
- Curar: Recupera parte de la salud de una criatura.
- Protección: Aumenta la defensa de la criatura sobre la que lanzas el hechizo.
- Rayo: Lanza un rayo sobre la zona elegida, dañando a las criaturas que estén bajo el mismo.
- Drrumbamiento: Unas cuantas rocas caen del techo dañando a las criaturas bajo las mismas.
- Pollo: Transforma a un enemigo en pollo, quitándole la habilidad de atacar pero manteniendo el resto de atributos. Sólo disponible en terreno propio.
- Enfermedad: Hace caer enfermo a un enemigo, menguándole la vida durante un buen rato. Si alguna criatura enemiga ronda cerca, es contagiada. Esta enfermedad puede acabar afectando a todas las criaturas de la mazmorra, siendo extremadamente peligrosa. Puede curarse poniendo a las criaturas enfermas en el templo. Sólo disponible en terreno propio.
- Armageddon: Tras un corto período, todas las criaturas, enemigas o no, son reunidas en el corazón de tu mazmorra para una batalla final. Durante la batalla, hay un tiempo. Mientras no termine, eres incapaz de controlar o recoger a cualquier criatura de tu mazmorra.
- Derribar muro: Transforma un muro enemigo en tierra normal, pudiendo abrir una brecha para entrar en su mazmorra fortificada.

## Trampas y puertas
Las trampas pueden construirse en los talleres, frecuentados por trolls y demonios de hiel. Ocupan espacio en dicha sala, y los duendes las colocan en los lugares designados por el guardián de la mazmorra. Sólo pueden construirse sobre terreno propio, y fuera de una sala. Útiles al lado de puertas, del corazón de la mazmorra, o en pasillos.
- Trampa de alarma: Una alarma suena cuando una criatura enemiga pisa el terreno sobre la que está colocada.
- Trampa de gas: Gas venenoso surge del suelo ahogando a las criaturas enemigas sobre él. Los demonios de hiel son inmunes a dicho gas.
- Trampa eléctrica: Un potente rayo eléctrico ataca a la criatura enemiga más cercana. Extremadamente poderoso contra duendes y criaturas de nivel 1.
- Trampa de palabra de poder: Una gran explosión surge al activar esta trampa. Puede causar daños a numerosos enemigos a la vez.
- Trampa de roca: Esta roca se activa cuando un enemigo se acerca a ella. La roca avanza hacia él, aplastando a toda criatura (enemiga o no) que se cruce en su camino. Se rompe al tiempo, al chocar con una puerta, al caer a la lava o agua, o tras haber matado a muchas criaturas. Altamente peligrosa.
- Trampa de lava: Al activarla, el suelo desaparece y se convierte en lava. Útil para alejar a duendes enemigos de ciertas áreas.

Las puertas permiten separar partes de tu mazmorra, permitiendo pasar a todas tus criaturas, pero impidiendo el paso de los enemigos. Pueden cerrarse con llave para evitar el paso de tus propias criaturas, si es requerido.
- Puerta de madera: Puerta débil. Una mosca o un duende pueden derribarla en poco tiempo.
- Puerta reforzada: Puerta resistente a la mayoría de ataques débiles, pero puede caer fácilmente ante criaturas poderosas.
- Puerta de hierro: Puerta resistente a la mayoría de criaturas. Se necesitan numerosos golpes o criaturas para conseguir derribarlas.
- Puerta mágica: Puerta extremadamente resistente. Se necesitan numerosas criaturas de gran nivel y poder para poder tirar una en poco tiempo.

## Habilidades especiales de mazmorra
Unas extrañas cajas con símbolos de interrogación pueden hallarse a través de los niveles. Dichas cajas proporcionan alguna ventaja al jugador que decide usarlas. Si una caja es encontrada por un duende, éste la llevará a la biblioteca más cercana.
- Incrementar nivel: Todas tus criaturas, duendes incluidos, suben un nivel.
- Fortificar mazmorra: Fortifica toda tu mazmorra.
- Robar héroe: Recibes automáticamente a un héroe de dicha mazmorra, al azar.
- Resucitar criatura: Permite resucitar a una criatura caída, tal cual murió en combate.
- Revelar mapa: Permite ver todo lo que hay en la mazmorra indefinidamente, incluyendo las mazmorras enemigas y las zonas ocultas.
- Transferir criatura: Permite enviar a una criatura al siguiente nivel. Útil para llevarse criaturas de nivel 10.
- Descubrir mundo oculto: Da acceso a un mundo oculto de los 6 disponibles.
- Multiplicar criaturas: Duplica cada criatura de tu mazmorra.

## Secuelas
En 1997 se publicó un expansión (Deeper Dungeons) que añadía 15 niveles y mejoraba la inteligencia artificial.
- Dungeon Keeper 2 fue publicado en 1999.
- Dungeon Keeper 3: War for the Overworld iba a introducir luchas en la superficie. Sin embargo Bullfrog decidió, a petición de Ernest W. Adams, paralizar indefinidamente el desarrollo del juego.
- Dungeon Keeper Online será un videojuego de rol masivo en línea y aún no ha salido, a pesar de algunos falsos comunicados que lo anunciaban para 2009.
- Dungeon Keeper para sistemas móviles iOS y Android, publicado a finales de 2013.

## Dungeon Keeper Online
Será un MMORPG, género en el que está curtido el estudio, aunque esta vez se tratará del primero que realiza en 3D. Liu Dejian, CEO de NetDragon, asegura que su intención es «capitalizar nuestra fuerza para crear una gran experiencia de juego y una poderosa plataforma operativa en el mercado del juego online de China». Dejian está seguro de que Dungeon Keeper Online «será un éxito no sólo en la gran región de China, sino que también logrará resultados destacables en el exterior».

## War for the overworld
En 2015 Subterranean Games ha publicado War for the Overworld, un videojuego inspirado en Dungeon Keeper.